# Johnius dussumieri
Johnius dussumieri es una especie de pez de la familia Sciaenidae en el orden de los Perciformes.

## Morfología
• Los machos pueden llegar alcanzar los 40 cm de longitud total.

## Alimentación
Come invertebrados y peces pequeños.

## Hábitat
Es un pez de clima tropical y demersal que vive hasta los 40 m de profundidad.

## Distribución geográfica
Se encuentra desde el Pakistán hasta las Islas Andamán.

## Uso comercial
Se comercializa fresco y en salazón.

## Observaciones
Es inofensivo para los humanos.